# خوليو غوميز غونزاليس
خوليو غوميز غونزاليس (بالإسبانية: Julio Enrique Gómez)‏ (13 أغسطس 1994 بتامبيكو في المكسيك - ) هو لاعب كرة قدم مكسيكي في مركز الوسط. شارك مع منتخب المكسيك تحت 17 سنة لكرة القدم ومنتخب المكسيك تحت 20 سنة لكرة القدم. أما مع النوادي، فقد لعب مع نادي باتشوكا ونادي غوادالاخارا ونادي كوريكامينوس ‏.

## وصلات خارجية
- خوليو غوميز غونزاليس على موقع الاتحاد الدولي (مؤرشف)  (الإنجليزية)
- خوليو غوميز غونزاليس على موقع قاعدة بيانات كرة القدم.إي يو (الإنجليزية)
- خوليو غوميز غونزاليس على موقع Soccerway.com (الإنجليزية)
- خوليو غوميز غونزاليس على موقع عالم كرة القدم.نت (الإنجليزية)
- خوليو غوميز غونزاليس على موقع AS.com (الإسبانية)